# 長澤知之
長澤 知之（ながさわ ともゆき、1984年5月15日 - ）は福岡県出身のシンガーソングライターである。また、ALのメンバーである。

## 概要
甲高いアシッドボイスで孤独や哀愁を歌う。18歳のときにデモテープオーディションでその才能を認められ、ライブ活動を開始。2005年7月に「YAMAZAKI MASAYOSHI in Augusta Camp 2005」のオープニングアクトに出演し、注目を集める。2006年R and Cよりメジャーデビュー。アツガレコード（オフィスオーガスタのオリジナルレーベル）所属で販売元バウンディ。
2011年、今までプライベートで小山田壮平（元andymori）と組んでいたバンドALに、2015年より、元andymoriの初期メンバーである藤原寛、後藤大樹を加え、2016年4月13日、アルバム「心の中の色紙」をRevival Recordsから発売。

## 人物
基本的に黒を基調とした服装にニットキャップをかぶったスタイルを貫いている。
また、自身の音楽のルーツはThe Beatlesで、今でもよく聴いていると語る。

## 作品

### 配信限定シングル
| 発売日         | タイトル                            |
| -------------- | ----------------------------------- |
| 2008年12月7日  | お休みハッピーX'mas                 |
| 2013年7月31日  | 誰より愛を込めて Nabowaとのコラボ。 |
| 2019年7月17日  | KYOTON                              |
| 2019年8月14日  | 世界は変わる                        |
| 2020年6月3日   | 密なハコ                            |
| 2020年6月3日   | 青いギター                          |
| 2020年9月9日   | クライマックス                      |
| 2020年12月25日 | 広い海の真ん中で                    |
| 2021年3月10日  | 三月の風                            |
| 2021年5月26日  | 羊雲                                |
| 2021年6月30日  | 宙ぶらの歌                          |
| 2022年1月19日  | My Living Praise (空間 ver.)        |
| 2022年10月31日 | RED (Live At LIQUIDROOM)            |
| 2022年1月19日  | 渋谷のスーパーラット                |
| 2023年5月17日  | 朝陽 feat. THE BED ROOM TAPE        |
| 2023年10月11日 | ぼくも feat. 松崎ナオ               |
| 2023年12月13日 | 約束 feat. はらかなこ               |

## 主なライブ

### ワンマンライブ・主催イベント
| 開催日                   | タイトル                                                                    | 備考           |
| ------------------------ | --------------------------------------------------------------------------- | -------------- |
| 2009年4月26日            | Nagasa・Oneman 3                                                            |                |
| 2009年8月1日             | LIVE MUSIC ism MONTHLY LIVE #003                                            |                |
| 2009年11月19日           | Nagasa・Oneman 4                                                            |                |
| 2010年10月22日           | Nagasa・Oneman 5                                                            |                |
| 2011年5月6日〜5月20日    | Nagasa・Oneman 6 "JUNKLIFE" TOUR ～Acoustic ver.～                          |                |
| 2011年6月14日〜6月19日   | Nagasa・Oneman 6 "JUNKLIFE"TOUR ～Band ver.～                               |                |
| 2012年6月20日〜7月13日   | Nagasa・Oneman 7 Acoustic Ver.                                              |                |
| 2014年2月15日〜2月28日   | Nagasa・Oneman8 Band Ver.                                                   |                |
| 2014年11月14日〜11月23日 | "IN MY ROOM" TOUR 2014                                                      |                |
| 2017年4月18日〜4月24日   | -10th Anniversary Anthology- Nagasawa Tomoyuki Band Tour 'Kumo No Ito' 2017 |                |
| 2020年6月5日             | IN MY ROOM                                                                  | 有料配信ライブ |
| 2020年9月13日            | Streaming Nagasa・Oneman 9 Acoustic Ver.                                    | 有料配信ライブ |
| 2021年3月7日             | BAND LIVE 2021                                                              |                |
| 2021年11月7日〜11月29日  | LIVING PRAISE TOUR 2021 ～Acoustic ver.～                                   |                |
| 2023年12月21日           | IN MY ROOM ～納会2023Ver.～                                                 |                |
| 2024年6月22日〜7月5日    | Nagasa Oneman 10 ～スカイブルー、エモーション～                             |                |
| 2024年10月18日           | Planetarium Live -星空キャンプ-                                             |                |